# Высшая лига чемпионата Беларуси по хоккею с шайбой
Высшая лига (бел. Вышэйшая ліга) — молодежный чемпионат Беларуси по хоккею с шайбой, в котором играют фарм-клубы (молодежные составы) команд белорусской экстралиги. Образована в 2002 году, до 2006 года называлась Первая лига.

## Команды
В сезоне 2025/2026 в чемпионате Белоруссии в высшей лиге примут участие 14 команд:
1. Юниор (Минск)
2. Рыси(Гомель)
3. Белсталь (Жлобин)
4. Ястребы (Пинск)
5. Динамо-Олимпик (Минск)
6. Авиатор (Барановичи)
7. Беларусь U-17(Минск)
8. Прогресс (Гродно)
9. Медведи (Витебск)
10. Рыцари (Лида)
11. Нефтехимик (Новополоцк)
12. Днепровские львы (Могилёв)
13. Соболь (Берёза)
14. Беларусь U-18(Минск)

## Регламент
Чемпионат Беларуси среди команд высшей лиги проводится в два этапа. На первом этапе Высшей лиги каждая команда проводит по две игры на своем поле и по две игры на поле соперника с каждой командой согласно утвержденному Календарю игр. Места команд в таблице Высшей лиги после первого этапа Высшей лиги определяются по сумме очков, набранных во всех матчах первого этапа Высшей лиги. По итогам первого этапа Высшей лиги определяются 12 команд, которые принимают участие во втором этапе Высшей лиги. Номера «посева» с 1-го по 12-й определяются в порядке мест, занятых командами по итогам первого этапа Высшей лиги. В квалификационных матчах плей-офф Высшей лиги принимают участие команды, занявшие места с 5 по 12 по итогам первого этапа Высшей лиги (5-12, 6-11, 7-10, 8-9). Победители пар выходят в плей-офф. Пары для каждой стадии плей-офф формируются по принципу: наиболее высокий номер «посева» играет с наименьшим номером «посева», второй по счету – с предпоследним и т.д. Преимущество своей площадки на всех стадиях розыгрыша получают команды с более высоким номером «посева».
Во втором этапе Высшей лиги (серии игр плей-офф) проведение матчей осуществляется следующим образом: матчи ¼ финала проводятся до трех побед одной из команд, ½ финала и финала - до четырех побед. Матч за 3-е место не проводится. Третье место в Высшей лиге занимает одна из двух команд, уступивших в ½ финала Высшей лиги, занявшая более высокое место в общей таблице по итогам первого этапа Высшей лиги. Команда, занявшая третье место в Высшей лиге, становится бронзовым призером Чемпионата в Высшей лиге.

## Призёры
| Сезон     | Чемпион                  | Серебряный призёр      | Бронзовый призёр       |
| 2002/2003 | Гомель-2                 | Керамин-2 (Минск)      | Неман-2 (Гродно)       |
| 2003/2004 | Гомель-2                 | Неман-2 (Гродно)       | Химволокно-2 (Могилев) |
| 2004/2005 | Химволокно-2 (Могилев)   | Неман-2 (Гродно)       | Гомель-2               |
| 2005/2006 | Гомель-2                 | Юниор (Минск)          | Динамо-2 (Минск)       |
| 2006/2007 | Гомель-2                 | Динамо-2 (Минск)       | Юниор (Минск)          |
| 2007/2008 | Юниор (Минск)            | Гомель-2               | Керамин-2 (Минск)      |
| 2008/2009 | Керамин-2 (Минск)        | Неман-2 (Гродно)       | Юниор (Минск)          |
| 2009/2010 | Юниор (Минск)            | Гомель-2               | Неман-2 (Гродно)       |
| 2010/2011 | Динамо-Шинник (Бобруйск) | Юниор (Минск)          | Металлург-2 (Жлобин)   |
| 2011/2012 | Юниор (Минск)            | Могилёв-2              | Гомель-2               |
| 2012/2013 | Металлург-2 (Жлобин)     | Шахтёр-2 (Солигорск)   | Могилёв-2              |
| 2013/2014 | Юниор (Минск)            | Гомель-2               | Шахтёр-2 (Солигорск)   |
| 2014/2015 | Юность-МХЛ (Минск)       | Металлург-2 (Жлобин)   | Неман-2 (Гродно)       |
| 2015/2016 | Шахтёр-2 (Солигорск)     | Динамо-Раубичи (Минск) | Гомель-2 (Гомель)      |
| 2016/2017 | Юниор (Минск)            | Шахтёр-2 (Солигорск)   | Гомель-2 (Гомель)      |
| 2017/2018 | Гомель-2                 | Юниор (Минск)          | Шахтёр-2 (Солигорск)   |
| 2018/2019 | Неман-2 (Гродно)         | Юниор (Минск)          | U17                    |
| 2019/2020 | U17                      | Минские зубры (Минск)  | Юниор (Минск)          |
| 2020/2021 | Минские зубры (Минск)    | Шахтёр-2 (Солигорск)   |                        |
| 2021/2022 | Минские зубры (Минск)    | U18                    | Юниор (Минск)          |
| 2022/2023 | Пинские ястребы (Пинск)  |                        |                        |

 U18
|2023/2024
| Юниор (Минск)
| U18
| Пинские ястребы (Пинск)
|}